# طبيب الشعب في الاتحاد السوفييتي

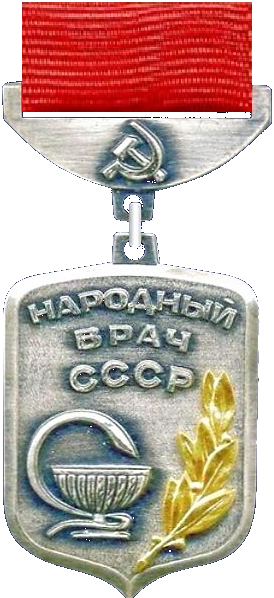
شارة طبيب الشعب في الاتحاد السوفيتي

طبيب الشعب في اتحاد الجمهوريات الاشتراكية السوفياتية ( الروسية: Народный врач СССР ) كان لقبًا فخريًا يُمنح لأطباء الاتحاد السوفييتي ؛ وقد أُنشِئ في 25 أكتوبر 1977 من قبل ليونيد بريجنيفليتم إضفاء الطابع الرسمي على إنشائه في العدد رقم 44/1977 من الجريدة الرسمية للمجلس السوفييتي الأعلى . وقد تم تعديل لائحته لاحقًا واستكمالها بموجب مرسوم المجلس الأعلى الصادر في 22 أغسطس 1988. 
مُنِحَ اللقب من قبل رئاسة المجلس الأعلى نيابة عن وزارة الصحة . قُدم للحاصلين على لقب طبيب الشعب شهادة من رئاسة المجلس الأعلى، بالإضافة إلى الميدالية والشهادة الخاصة بها. لم يُعط اللقب للأطباء والممرضات فقط، ولكن أيضًا لهياكل الرعاية الصحية مثل المستشفيات العامة، والمصحات ، وأجنحة الولادة ، أو مراكز الطب الوقائي . تم اختيار الأشخاص أو الهياكل الفائزة بناء على مساهماتهم القيمة في عملية تحسين ظروف الصحة العامة، وبناء على مهاراتهم وخبراتهم الفريدة ولإثباتهم للتضحية وتمتعهم بالصفات الأخلاقية العالية في أداء واجباتهم المهنية. 
وبعد تفكك الاتحاد السوفييتي عام 1991، لم يختفِ اللقب. في 30 ديسمبر 1995، بموجب مرسوم صادر عن الرئاسة الروسية ، تم إنشاء لقب جديد وهو دكتور مستحق من الاتحاد الروسي .

## تصميم
كانت الميدالية مصنوعة من خشب التمباك وكان شكلها تقريبًا رباعي الزوايا (22.5 × 23.5) مم). كان الجزء المركزي مكونا من نقش موسوم ب"Народный врач СССР" ( طبيب الشعب في اتحاد الجمهوريات الاشتراكية السوفياتية ) على ثلاثة أسطر، وأسفله، على اليسار، الرمز الطبي لوعاء هيجيا ، وعلى اليمين، فرع من الغار . وقد تم نقش الرموز والزخرفة باستخدام حروف محدبة. تم تعليق الميدالية على هامش حريري أحمر واحد (18 مم × 21 مم) حيث تم ربطه بإبزيم معدني يحمل رمز المطرقة والمنجل .